# T.O.P. (신화의 음반)
《T.O.P.》(Twinkling of Paradise)는 대한민국의 음악 그룹 신화의 두 번째 정규앨범이다. 주로 활동하던 곡인〈T.O.P.〉와〈YO!〉는 뮤직비디오로 제작되었다.

## T.O.P.에서의 줄임말 가사
타이틀 곡 이었던〈T.O.P.〉에서는 영어 줄임말 가사가 등장한다.
- T.O.P - Twinkling of Paradise
- M.I.L - Millenium Innocent Love(앨범 커버 'Shinhwa'표기 밑에 적혀있는 문구이기도 하다)
- D.O.P - Delight of Passion
- D.O.G - Delight of Gorgeousness
- D.R.C-  Dangerous(위험), Risky(위기), Chaos(혼돈)

## 수록곡

### CD
| #            | 제목                                   | 작사                                              | 작곡         | 편곡         | 재생 시간 |
| ------------ | -------------------------------------- | ------------------------------------------------- | ------------ | ------------ | --------- |
| 1.           | 〈Intro〉                              | 문정혁                                            | 박성수       | 박성수       | 0:43      |
| 2.           | 〈YO!〉 (악동보고서)                   | 유영진                                            | 유영진       | 유영진       | 3:54      |
| 3.           | 〈T.O.P.〉 (Twinkling of Paradise)     | 유영진(한글, 영어, 랩 가사), 문정혁(랩, 영어가사) | 유영진       | 유영진       | 4:38      |
| 4.           | 〈원〉 (Cycle)                         | 김명진, 문정혁(랩 가사)                           | 김명진       | 오한솔       | 3:59      |
| 5.           | 〈Nothing〉                            | 김동현, 에릭(랩 가사)                             | 박성수       | 박성수       | 3:40      |
| 6.           | 〈침묵을 깨고〉 (Breakin' the Silence) | 박은희, 에릭(랩 가사)                             | 박해운       | 박해운       | 3:37      |
| 7.           | 〈소망〉 (Desire)                      | 이재경, 에릭(랩 가사)                             | 임기훈       | 임기훈       | 4:03      |
| 8.           | 〈to.G〉                               | 김동완, 에릭(랩 가사)                             | 김동완       | 김동완       | 3:49      |
| 9.           | 〈푸리〉 (Grief)                       | 김동완, 에릭/이민우(랩 가사)                      | 김동완       | 김동완       | 3:01      |
| 10.          | 〈Return〉                             | 김동현, 에릭(랩 가사)                             | 박성수       | 박성수       | 3:59      |
| 11.          | 〈너의 곁에서〉 (Forever with You)     | 신혜성, 에릭(랩 가사)                             | 신인수       | 신인수       | 3:55      |
| 12.          | 〈T.O.P.〉 (Extended Version)          |                                                   |              |              | 4:21      |
| 13.          | 〈T.O.P.〉 (Edit Version)              |                                                   |              |              | 3:35      |
| 총 재생 시간 | 총 재생 시간                           | 총 재생 시간                                      | 총 재생 시간 | 총 재생 시간 | 44:34     |

- 〈T.O.P.〉는 러시아 제국의 작곡가 표트르 일리치 차이콥스키의 1875년 작품 20 《백조의 호수》를 인용하였고, 가사 중 "난 지금 잊혀진 기차역에 ~ 우유부단이란 도시에서요"에 해당하는 부분은 영화 《슬라이딩 도어즈》의 대사 중 일부분이다. 또한, 1999년 10월에는 S.E.S.가 일본에서 싱글로 발매하기도 했는데, S.E.S.의 일본 기획사 스카이 플래닝에서 이 곡을 듣고 리메이크를 권유해 성사된 것이다.(〈T.O.P (Twinkling of Paradise)〉)

### TAPE
카세트 테이프포맷의 경우, 수록곡의 숫자와 배열 순서가 CD포맷과 다르다.
| #  | 제목                               | 작사                                            | 작곡   | 편곡   | 재생 시간 |
| -- | ---------------------------------- | ----------------------------------------------- | ------ | ------ | --------- |
| 1. | 〈Intro〉                          | 에릭                                            | 박성수 | 박성수 | 0:43      |
| 2. | 〈T.O.P.〉 (Twinkling of Paradise) | 유영진(한글, 영어, 랩 가사), 에릭(랩, 영어가사) | 유영진 | 유영진 | 4:38      |
| 3. | 〈원〉 (Cycle)                     | 김명진, 에릭(랩 가사)                           | 김명진 | 오한솔 | 3:59      |
| 4. | 〈Return〉                         | 김동현, 에릭(랩 가사)                           | 박성수 | 박성수 | 3:59      |
| 5. | 〈소망〉 (Desire)                  | 이재경, 에릭(랩 가사)                           | 임기훈 | 임기훈 | 4:03      |
| 6. | 〈T.O.P.〉 (Extended Version)      |                                                 |        |        | 3:35      |

| #  | 제목                                   | 작사                         | 작곡   | 편곡   | 재생 시간 |
| -- | -------------------------------------- | ---------------------------- | ------ | ------ | --------- |
| 1. | 〈YO!〉 (악동보고서)                   | 유영진                       | 유영진 | 유영진 | 3:54      |
| 2. | 〈Nothing〉                            | 김동현, 에릭(랩 가사)        | 박성수 | 박성수 | 3:40      |
| 3. | 〈침묵을 깨고〉 (Breakin' the Silence) | 박은희, 에릭(랩 가사)        | 박해운 | 박해운 | 3:37      |
| 4. | 〈to.G〉                               | 김동완, 에릭(랩 가사)        | 김동완 | 김동완 | 3:49      |
| 5. | 〈푸리〉 (Grief)                       | 김동완, 에릭/이민우(랩 가사) | 김동완 | 김동완 | 3:01      |
| 6. | 〈너의곁에서〉 (Forever with You)      | 신혜성, 에릭(랩 가사)        | 신인수 | 신인수 | 3:55      |

## 참여
이 목록은 해당 앨범의 부클릿에서 발췌하였고, 카세트 테이프가 아닌 CD 포맷의〈staff〉목록을 따랐다.
| 신화 - 에릭 - 메인 랩, 코러스 - 앤디 - 랩, 코러스 - 이민우 - 서브 보컬, 코러스 - 전진 - 리드 랩, 코러스 - 김동완 - 서브 보컬, 코러스 - 신혜성 - 메인 보컬, 코러스 세션 - Groovie K - 전기 기타(2, 5, 10) - 이태윤 - 베이스 기타(2, 5) - 유영진 - 코러스(2) - S.E.S. - 코러스(2) - 오한솔 - 전기 기타(4) - 김효수, 신연아 - 코러스(4) - 박성수 - 각종 악기/시퀀서/코러스(5) - 김보라나 - 코러스(5, 10) - 이근형 - 전기 기타(6, 11) - 박기호 - 코러스(6) - Sam Lee - 전기 기타(7) - 신현권 - 베이스 기타(7) - 임기훈 - 코러스(7) - 김동완 - 전기 기타 (8~9) - 김현아, 문지환 - 코러스(11) | 스탭 - 이수만 - 프로듀서 - KAT, 김영훈, 여두현 - 녹음, 믹싱 - 전훈(BLS), 홍현아 - 마스터링 - 김경욱 - 프로덕션 - 김기범, 이수용, 박권영, 정유진, 최윤정 - 프로덕션 보조 - 정해익 - 매니저 - 이민우, 전진 - 안무 - 성문석, 김은아, 최미숙, 이상희 - 스타일리스트 - 심선영 - 사진 - 국승규 - 앨범 디자인 - (주)명진아트 - 인쇄 - SM 엔터테인먼트 - 이그제큐티브 프로듀서 |